# Pentheochaetes
Pentheochaetes is een kevergeslacht uit de familie van de boktorren (Cerambycidae). De wetenschappelijke naam van het geslacht werd voor het eerst geldig gepubliceerd in 1932 door Melzer.

## Soorten
Pentheochaetes omvat de volgende soorten:
- Pentheochaetes apicalis Melzer, 1935
- Pentheochaetes argentinus Mendes, 1937
- Pentheochaetes mysticus Melzer, 1932
- Pentheochaetes trinidadensis Gilmour, 1963
- Pentheochaetes turbidus Melzer, 1935